# Championnat de France de rugby à XV 1919-1920
Navigation
1913-1914 1920-1921

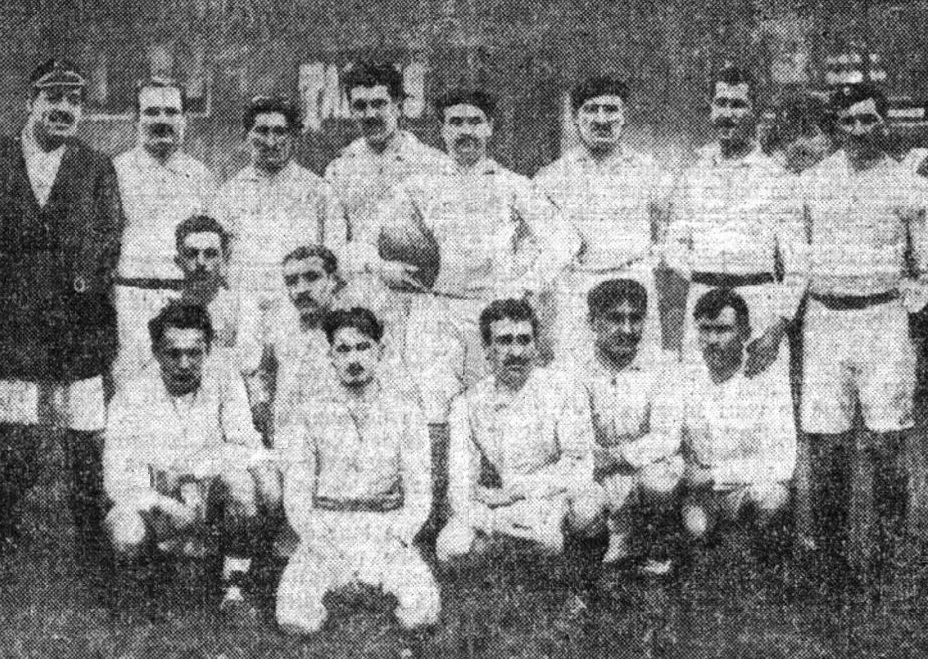
Le Stadoceste tarbais, champion de France de rugby en 1920.

La 24e édition du championnat de France de rugby à XV de première série 1919-1920 est la dernière organisée par l'Union des sociétés françaises de sports athlétiques (USFSA) qui sera remplacé la saison suivante par la Fédération française de rugby (FFR).
Arrêté à cause de la Première guerre mondiale, le Championnat fut substitué par la Coupe de l'Espérance, entre 1915-1919, et l'USFSA décide de la relancer au cours de cette saison.
Le Stadoceste tarbais est sacré, pour la première fois de son histoire, champion de France après avoir vaincu le Racing club de France.

## Contexte

### En Europe
Pour sa reprise depuis 1914, c'est le Pays de Galles qui remporte le tournoi des cinq nations ; la France se classe à la 4e position.

### En France
La Coupe Revolle est remporté par la Haute-Normandie en vainquant le Littoral (10-0) au Stade de Colombes, le 9 mai 1920.
Le Championnat de France de 2e série est gagné par l'AS bayonnaise en battant le Stade français 6 à 0 (après un premier match nul 0 à 0 le 25 avril à la Faisanderie).
Le Championnat de France de 3e série est attribué à l'ASPTT Bordeaux face à Toulouse Lalande omnisport (3-0), le 25 avril.
Le Championnat de France de 4e série est remporté par le SC Graulhet aux dépens de RC Podensac (3-0), le 25 avril.
Le Championnat de France des équipes réserves est, quant à lui, soulevé par l'Aviron bayonnais après avoir vaincu le Stadoceste tarbais (9-6).

## Organisation et participants

### Organisation
En 1914, c'était 16 clubs qui composait cette édition du Championnat. Après la Grande guerre, l'USFSA autorise certains comités à rendre la seconde place du classement du Championnat régional éligible à la qualification au Championnat. 
Ainsi, pour l'exercice 1919-1920, c'est presque le double qui est qualifié soit 30 clubs.
Le Championnat voit trois phases finales, une éliminatoire, deux poules demi-finales ainsi que la finale. Lors des éliminatoires, pour la première partie, c'est 12 clubs (comités les plus petits et certains seconds) qui verront 6 clubs rejoindre les autres dans une seconde éliminatoire de 24 clubs puis une dernière de 12 clubs pour se qualifier en demi-finales.
Les six écuries qualifiés pour les deux poules de trois se battront pour la finale car seuls les premiers de ces deux poules pourront se qualifier.

### Les participants
Voici les champions et les dauphins des championnats régionaux de la FFR qualifiés pour le Championnat de France :
| Comité           | Clubs                      |                  | Comité                    | Clubs |
| Alpes            | FC Grenoble Ch             | Franche-Comté    | Avant-Garde de Belfort Ch |       |
| Alpes            | US romanaise et péageoise  | Haute-Normandie  | Le Havre AC Ch            |       |
| Atlantique       | Stade nantais UC Ch        | Languedoc        | US Perpignan Ch           |       |
| Armagnac-Bigorre | Stadoceste Tarbais Ch      | Languedoc        | AS Béziers                |       |
| Armagnac-Bigorre | FC Auch                    | Limousin         | CA Brive Ch               |       |
| Basse-Normandie  | Stade Malherbes de Caen Ch | Littoral         | RC Toulon Ch              |       |
| Beauce et Maine  | US du Mans Ch              | Lorraine         | SU lorrain Ch             |       |
| Bourgogne        | RC Chalon Ch               | Lyonnais         | FC de Lyon Ch             |       |
| Centre           | CAS Clermont Ch            | Lyonnais         | CS Oyonnax                |       |
| Charentes        | US Cognac Ch               | Paris            | Racing club de France Ch  |       |
| Charentes        | AS rochefortoise           | Paris            | Olympique de Paris        |       |
| Charentes        | AS rochefortoise           | Périgord-Agenais | CA Périgueux Ch           |       |
| Côte Basque      | Aviron bayonnais Ch        | Périgord-Agenais | US Bergerac               |       |
| Côte Basque      | US Dax                     | Pyrénées         | Stade toulousain Ch       |       |
| Côte d'Argent    | Stade bordelais UC Ch      | Pyrénées         | Toulouse OEC              |       |
| Côte d'Argent    | CA béglais                 | Toraine Poitou   | Stade poitevin Ch         |       |

Ch : Champion régional.

## Éliminatoires

### Première éliminatoire
| Date            | Club (domicile) | Score  | Club (extérieur)          | Lieu                                  |
| --------------- | --------------- | ------ | ------------------------- | ------------------------------------- |
| 15 février 1920 | SU lorrain      | 9 - 13 | Olympique de Paris        | ?, Nancy                              |
| 15 février 1920 | RC Chalon       | 6 - 0  | Avant-Garde de Belfort    | ?, Chalon-sur-Saône                   |
| 15 février 1920 | CS Oyonnax      | 5 - 3  | US romanaise et péageoise | ?, Oyonnax                            |
| 15 février 1920 | US du Mans      | 3 - 8  | Stade nantais UC          | Vélodrome de Beaulieu, Le Mans        |
| 15 février 1920 | CA Brive        | 21 - 0 | CAS Clermont              | Stade de Lascamps, Brive-la-Gaillarde |
| 15 février 1920 | Le Havre AC     | 23 - 0 | Stade Malherbes de Caen   | Terrain de Sanvic, Le Havre           |

### Second éliminatoire
| Date            | Club (domicile)    | Score      | Club (extérieur)      | Lieu                                      |
| --------------- | ------------------ | ---------- | --------------------- | ----------------------------------------- |
| 22 février 1920 | Olympique de Paris | 6 - 0      | CA Périgueux          | Stade de Colombes, Colombes               |
| 22 février 1920 | Le Havre AC        | 0 - 13     | Racing club de France | Terrain de Sanvic, Le Havre               |
| 22 février 1920 | Aviron bayonnais   | 29 - 0     | Stade nantais UC      | Stade de Hardoy, Anglet                   |
| 22 février 1920 | AS Béziers         | 52 - 3     | CS Oyonnax            | Parc des sports de Sauclières, Béziers    |
| 22 février 1920 | Stade poitevin     | 0 - 11     | Stade bordelais UC    | Terrain de la Pierre-Levée, Poitiers      |
| 22 février 1920 | Toulouse OEC       | 8 - 0 a.p. | CA Brive              | Parc des sports, Toulouse                 |
| 22 février 1920 | FC Grenoble        | 7 - 36     | US Perpignan          | Parc des sports de Lesdiguières, Grenoble |
| 22 février 1920 | US Bergerac        | 5 - 23     | Stadoceste tarbais    | ?, Bergerac                               |
| 22 février 1920 | RC Toulon          | 0 - 20     | Stade toulousain      | Stade Félix-Mayol, Toulon                 |
| 22 février 1920 | FC Auch            | 3 - 14     | US Dax                | Stade Mathalin, Auch                      |
| 22 février 1920 | CA béglais         | 8 - 0      | SA rochefortoise      | Stade du Musard, Bègles                   |
| 22 février 1920 | FC de Lyon         | 30 - 5     | RC Chalon             | Stade de la Plaine, Lyon                  |

### Dernière éliminatoire
Les secondes éliminatoires ont lieu le 29 février et deux match reportés au 7 mars 1920. Les six victorieux seront qualifiés pour les poules demi-finale.
| Date            | Club (domicile)       | Score   | Club (extérieur)   | Lieu                                   |
| --------------- | --------------------- | ------- | ------------------ | -------------------------------------- |
| 29 février 1920 | Stadoceste tarbais    | 16 - 10 | Toulouse OEC       | Parc des sports de Sarouilles, Séméac  |
| 29 février 1920 | AS Béziers            | 0 - 11  | Stade bordelais UC | Parc des sports de Sauclières, Béziers |
| 29 février 1920 | US Perpignan          | Reporté | FC de Lyon         | Stade de la route de Thuir, Perpignan  |
| 29 février 1920 | US Dax                | Reporté | CA béglais         | Stade Maurice-Boyau, Dax               |
| 29 février 1920 | Stade toulousain      | 9 - 0   | Olympique de Paris | Stade des Ponts-Jumeaux, Toulouse      |
| 29 février 1920 | Racing club de France | 5 - 0   | Aviron bayonnais   | Vélodrome du parc des Princes, Paris   |

Les matchs Perpignan-Lyon et Dax-Bègles ont été reporté à cause d'une grève des cheminots.
| Date        | Club (domicile) | Score  | Club (extérieur) | Lieu                                  |
| ----------- | --------------- | ------ | ---------------- | ------------------------------------- |
| 7 mars 1920 | US Perpignan    | 31 - 0 | FC de Lyon       | Stade de la route de Thuir, Perpignan |
| 7 mars 1920 | US Dax          | 8 - 0  | CA béglais       | Stade Maurice-Boyau, Dax              |

## Poules demi-finale

Racing CF - US Dax du 21 mars 1920

### Poule A

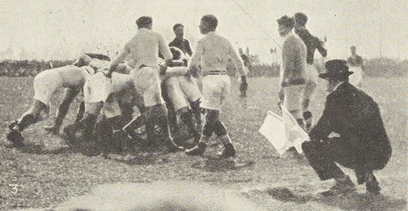
Stade bordelais UC - Stadoceste tarbais du 21 mars 1920

| N° | Club                  | Pts | J | G | N | D | Pm. | Pc. | Diff. |
| -- | --------------------- | --- | - | - | - | - | --- | --- | ----- |
| 1  | Racing club de France | 6   | 2 | 2 | 0 | 0 | 21  | 12  | 9     |
| 2  | Stade toulousain      | 3   | 2 | 1 | 0 | 1 | 10  | 11  | -1    |
| 3  | US Dax                | 3   | 2 | 0 | 0 | 2 | 8   | 16  | -8    |

| Date         | Club (domicile)       | Score  | Club (extérieur)      | Lieu                              |
| ------------ | --------------------- | ------ | --------------------- | --------------------------------- |
| 14 mars 1920 | US Dax                | 3 - 3  | Stade toulousain      | Stade Maurice-Boyau, Dax          |
| 21 mars 1920 | Racing club de France | 13 - 5 | US Dax                | Stade de Colombes, Colombes       |
| 28 mars 1920 | Stade toulousain      | 7 - 8  | Racing club de France | Stade des Ponts-Jumeaux, Toulouse |

### Poule B
| N° | Club               | Pts | J | G | N | D | Pm. | Pc. | Diff. |
| -- | ------------------ | --- | - | - | - | - | --- | --- | ----- |
| 1  | Stadoceste tarbais | 8   | 3 | 2 | 1 | 0 | 28  | 14  | 14    |
| 2  | US Perpignan       | 5   | 3 | 1 | 1 | 1 | 30  | 22  | 8     |
| 3  | Stade bordelais UC | 0   | 2 | 0 | 0 | 2 | 0   | 18  | -18   |

| Date         | Club (domicile)    | Score  | Club (extérieur)   | Lieu                                     |
| ------------ | ------------------ | ------ | ------------------ | ---------------------------------------- |
| 14 mars 1920 | Stadoceste tarbais | 3 - 3  | US Perpignan       | Parc des sports de Sarouilles, Séméac    |
| 21 mars 1920 | Stade bordelais UC | 3 - 9  | Stadoceste tarbais | Terrain de la route du Médoc, Le Bouscat |
| 28 mars 1920 | US Perpignan       | 19 - 3 | Stade bordelais UC | Stade de la route de Thuir, Perpignan    |

Afin de départager les deux équipes à égalité de points au classement, un match supplémentaire est organisé sur terrain neutre le 11 avril 1920 à Narbonne.
| Date          | Club (domicile) | Score  | Club (extérieur)   | Lieu                      |
| ------------- | --------------- | ------ | ------------------ | ------------------------- |
| 11 avril 1920 | US Perpignan    | 8 - 16 | Stadoceste tarbais | Stade Maraussan, Narbonne |

## Finale
La première finale depuis 1914 voit le Racing club de France affronter le Stadoceste tarbais. C'est devant un public de 20.000 personnes que les deux derniers clubs vont livrer une bataille pour le bouclier de Brennus.
C'est les racingmen qui donne le coup d'envoi et une touche est trouvée rapidement. Après une mêlée, c'est Robert Thierry qui file à l'essai après une minute de match. Cinq minutes après, les tarbais répondent avec un essai d'Edmond Cayrefourcq non transformé, égalité entre les deux. Les bigourdans n'ont de cesse que d'attaquer et trouvent des touches intéressantes dans le camp des ciels et blancs et manquent de marquer à nouveau.
En seconde période, le Racing reprend des couleurs et attaquèrent de nouveau les lignes tarbaises mais leur défense est solidement forte et rien. Les deux formations se répondent au coude à coude. Cependant, Tarbes inverse la tendance et après un franchissement de l'aîné Cayrefourcq et arrêté de justesse, une mêlée voit la formation d'un maul qui mènent à un essai collectif transformé par le capitaine. Rien à faire pour les racingmen, les tarbais sont sacrés champions de France.
| Finale 25 avril 1920 15h30 | Stadoceste tarbais                                                                           | 8 - 3 (3-3) | Racing CF                     | Terrain de la route du Médoc, Le Bouscat 20 000 spectateurs Arbitre : Octave Léry |
| Finale 25 avril 1920 15h30 | Essai(s) : (1) Edmond Cayrefourcq et (1) essai collectif Transformation(s) : (1) Paul Galiay |             | Essai(s) : (1) Robert Thierry | Terrain de la route du Médoc, Le Bouscat 20 000 spectateurs Arbitre : Octave Léry |
| Finale 25 avril 1920 15h30 |                                                                                              |             |                               | Terrain de la route du Médoc, Le Bouscat 20 000 spectateurs Arbitre : Octave Léry |